# Miguel Ángel Muñoz Palos
Miguel Ángel Muñoz Palos (Cuernavaca, Morelos, 1972) es un poeta, historiador y crítico de arte.

## Semblanza biográfica
Estudió un doctorado en Historia del Arte en la Universidad Nacional Autónoma de México (UNAM). Ha colaborado como articulista para El Financiero, La Jornada Semanal y Crónica.  Es director de la revista literaria Tinta Seca y ha colaborado para las revistas Metérika de Costa Rica y Agulha de Brasil. Ha trabajado su poseía con la obra pictórica y artística de Eduardo Chillida, Esteban Vicente, Antoni Tàpies, Albert Ràfols-Casamada, Josep Guinovart, Rafael Canogar, Roberto Matta, Francesco Clemente, Francesc Torres y Ricardo Martínez de Hoyos. Es miembro asociado del Seminario de Cultura Mexicana.

## Obras publicadas

### Ensayo
- Yunque de sueños. Doce artistas contemporáneos, 1999.
- Ricardo Martínez: una poética de la figura,  2001.
- Materia y pintura: aproximaciones a la obra de Albert Ràfols-Casamada,  2002.
- Espejismo y realidad: aproximaciones a la obra de Rafael Canogar,  2003.
- El espacio invisible. Una vuelta al arte contemporáneo,  2004.
- Espacio, superficie y sustancia. La obra de Ricardo Martínez,  2007.

### Poesía
- Gravitaciones, 1999.
- Ritual de signos, 2000.
- Geometría de espacios, 2003.
- Espacio y luz, 2003.
- Convergencia, 2003.
- Cinco espacios para Rafael Canogar, 2004.